# سيسيل كينغ (لاعب دوري الرغبي)
سيسيل كينغ (بالإنجليزية: Cecil King)‏ هو لاعب دوري الرغبي نيوزيلندي، ولد في 21 يونيو 1888 في نيبيار في نيوزيلندا، وتوفي في 13 يوليو 1975 في Hāwera ‏ في نيوزيلندا.